# Laibin
Laibin (léase Lái-Bin; en chino, 来宾市; pinyin, Láibīn shì, en zhuang, Laizbinh) es una ciudad-prefectura en la región autónoma Zhuang de Guangxi, República Popular de China. Su área es de 13 381 km² y su población total para 2018 superó los 2,2 millones de habitantes.

## Administración
la ciudad-prefectura de Laibin está conformada de 6 localidades que se administran en 1 distrito urbano, 1 ciudad suburbana, 3 condados y 1 condado autónomo.
- Distrito Xingbin (兴宾区)
- Ciudad Heshan (合山市)
- Condado Xincheng (忻城县)
- Condado Wuxuan (武宣县）
- Condado Xiangzhou (象州县）
- Condado Autónomo Jinxiu (金秀瑶族自治县)

| Mapa |
| --- |
| Dtto Xingbin Xincheng · (condado) Xiangzhou · (condado) Wuxuan · (condado) Jinxiu · (condado) Heshan · (ciudad) |

## Economía
Laibín es un importante centro de transporte con varias carreteras regionales y nacionales, importantes líneas de ferrocarril y el transporte marítimo a lo largo del río Hongshui a Hong Kong, Macao y Cantón. La agricultura es una industria importante con arroz, caña de azúcar, cacahuetes, té y frutas siendo los principales cultivos. Hay más de 600 industrias en Laibin incluyendo la elaboración de azúcar, plantas de energía, materiales de construcción, la minería, y la medicina china.

## Clima
La ciudad de Laibin está ubicada en la zona montañosa baja de Guangxi. El tipo de relieve es principalmente accidentado, con montañas que representan el 38,4%, colinas que representan el 26,2%, llanuras que representan el 22,5% y plataformas que representan el 8,8%, y el resto son aguas. La tierra cultivada per cápita es de 2,82 acres. La temperatura media anual es de 21,2 °C, la precipitación anual es de 1959,6 mm, la superficie forestal es de 687813 hectáreas y la tasa de cobertura forestal es del 51,4% .
| Parámetros climáticos promedio de Laibin (1991–2020 estándar, extremas 1981–2010) | Parámetros climáticos promedio de Laibin (1991–2020 estándar, extremas 1981–2010) | Parámetros climáticos promedio de Laibin (1991–2020 estándar, extremas 1981–2010) | Parámetros climáticos promedio de Laibin (1991–2020 estándar, extremas 1981–2010) | Parámetros climáticos promedio de Laibin (1991–2020 estándar, extremas 1981–2010) | Parámetros climáticos promedio de Laibin (1991–2020 estándar, extremas 1981–2010) | Parámetros climáticos promedio de Laibin (1991–2020 estándar, extremas 1981–2010) | Parámetros climáticos promedio de Laibin (1991–2020 estándar, extremas 1981–2010) | Parámetros climáticos promedio de Laibin (1991–2020 estándar, extremas 1981–2010) | Parámetros climáticos promedio de Laibin (1991–2020 estándar, extremas 1981–2010) | Parámetros climáticos promedio de Laibin (1991–2020 estándar, extremas 1981–2010) | Parámetros climáticos promedio de Laibin (1991–2020 estándar, extremas 1981–2010) | Parámetros climáticos promedio de Laibin (1991–2020 estándar, extremas 1981–2010) | Parámetros climáticos promedio de Laibin (1991–2020 estándar, extremas 1981–2010) |
| Mes                                                                               | Ene.                                                                              | Feb.                                                                              | Mar.                                                                              | Abr.                                                                              | May.                                                                              | Jun.                                                                              | Jul.                                                                              | Ago.                                                                              | Sep.                                                                              | Oct.                                                                              | Nov.                                                                              | Dic.                                                                              | Anual                                                                             |
| --------------------------------------------------------------------------------- | --------------------------------------------------------------------------------- | --------------------------------------------------------------------------------- | --------------------------------------------------------------------------------- | --------------------------------------------------------------------------------- | --------------------------------------------------------------------------------- | --------------------------------------------------------------------------------- | --------------------------------------------------------------------------------- | --------------------------------------------------------------------------------- | --------------------------------------------------------------------------------- | --------------------------------------------------------------------------------- | --------------------------------------------------------------------------------- | --------------------------------------------------------------------------------- | --------------------------------------------------------------------------------- |
| Temp. máx. abs. (°C)                                                              | 27.6                                                                              | 33.0                                                                              | 34.7                                                                              | 36.7                                                                              | 36.6                                                                              | 37.2                                                                              | 39.6                                                                              | 39.5                                                                              | 38.2                                                                              | 36.2                                                                              | 32.7                                                                              | 29.6                                                                              | '                                                                                 |
| Temp. máx. media (°C)                                                             | 15.1                                                                              | 17.3                                                                              | 20.2                                                                              | 26.0                                                                              | 30.0                                                                              | 31.9                                                                              | 33.1                                                                              | 33.4                                                                              | 31.8                                                                              | 28.2                                                                              | 23.4                                                                              | 18.0                                                                              | 25.7                                                                              |
| Temp. media (°C)                                                                  | 11.2                                                                              | 13.5                                                                              | 16.5                                                                              | 21.9                                                                              | 25.6                                                                              | 27.7                                                                              | 28.6                                                                              | 28.6                                                                              | 26.8                                                                              | 23.1                                                                              | 18.2                                                                              | 13.1                                                                              | 21.2                                                                              |
| Temp. mín. media (°C)                                                             | 8.6                                                                               | 10.7                                                                              | 13.9                                                                              | 18.9                                                                              | 22.5                                                                              | 24.9                                                                              | 25.5                                                                              | 25.3                                                                              | 23.3                                                                              | 19.5                                                                              | 14.6                                                                              | 9.8                                                                               | 18.1                                                                              |
| Temp. mín. abs. (°C)                                                              | -0.9                                                                              | 0.4                                                                               | 0.7                                                                               | 7.6                                                                               | 12.6                                                                              | 16.9                                                                              | 19.7                                                                              | 20.5                                                                              | 15.0                                                                              | 8.6                                                                               | 2.6                                                                               | -1.2                                                                              | '                                                                                 |
| Precipitación total (mm)                                                          | 53.7                                                                              | 40.1                                                                              | 84.5                                                                              | 95.3                                                                              | 208.9                                                                             | 290.3                                                                             | 204.6                                                                             | 159.9                                                                             | 93.9                                                                              | 53.8                                                                              | 50.9                                                                              | 38.3                                                                              | 1374.2                                                                            |
| Días de precipitaciones (≥ 0.1 mm)                                                | 11.0                                                                              | 10.7                                                                              | 16.3                                                                              | 14.0                                                                              | 15.8                                                                              | 17.5                                                                              | 16.4                                                                              | 13.9                                                                              | 9.3                                                                               | 6.6                                                                               | 6.8                                                                               | 7.9                                                                               | 146.2                                                                             |
| Días de nevadas (≥ 1 mm)                                                          | 0.2                                                                               | 0                                                                                 | 0                                                                                 | 0                                                                                 | 0                                                                                 | 0                                                                                 | 0                                                                                 | 0                                                                                 | 0                                                                                 | 0                                                                                 | 0                                                                                 | 0.1                                                                               | 0.3                                                                               |
| Horas de sol                                                                      | 60.9                                                                              | 52.4                                                                              | 42.0                                                                              | 76.0                                                                              | 116.7                                                                             | 121.6                                                                             | 177.3                                                                             | 185.4                                                                             | 176.7                                                                             | 161.1                                                                             | 125.3                                                                             | 105.3                                                                             | 1400.7                                                                            |
| Humedad relativa (%)                                                              | 74                                                                                | 76                                                                                | 80                                                                                | 78                                                                                | 78                                                                                | 82                                                                                | 79                                                                                | 78                                                                                | 74                                                                                | 70                                                                                | 71                                                                                | 69                                                                                | 75.8                                                                              |
| Fuente: Administración Meteorológica de China                                     |                                                                                   |                                                                                   |                                                                                   |                                                                                   |                                                                                   |                                                                                   |                                                                                   |                                                                                   |                                                                                   |                                                                                   |                                                                                   |                                                                                   |                                                                                   |